# David R. Paige

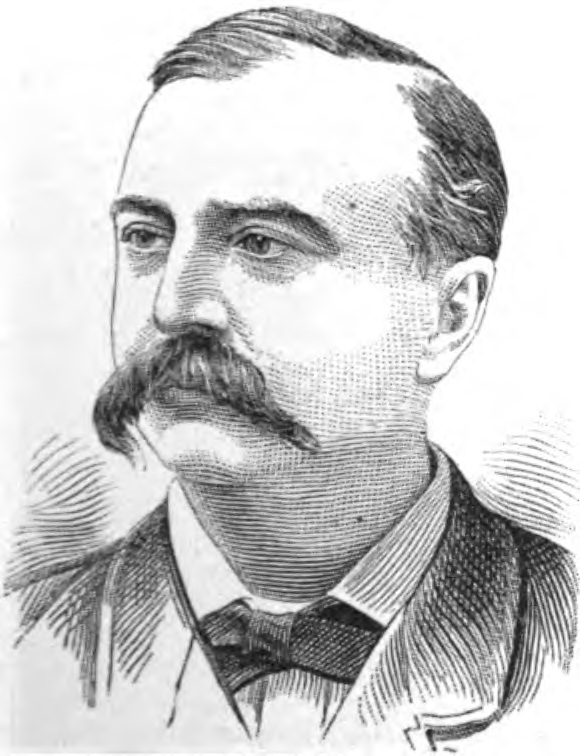
David R. Paige (Zeichnung)

David Raymond Paige (* 8. April 1844 in Madison, Ohio; † 30. Juni 1901 in New York City) war ein US-amerikanischer Politiker der Demokratischen Partei. Vom 4. März 1883 bis 3. März 1885 war er Mitglied des Repräsentantenhauses der Vereinigten Staaten für den 20. Kongressdistrikt des Bundesstaates Ohio.

## Leben
Paige besuchte in Madison die öffentlichen Schulen. 1865 graduierte er am Union College. Daraufhin war er als Geschäftsmann in Akron tätig. In den Jahren zwischen 1875 und 1879 war er für das Summit County tätig. 
Für die Demokratische Partei wurde Paige im 20. Wahlbezirk von Ohio 1882 ins US-Repräsentantenhaus gewählt. Bereits 1884 wurde er nicht mehr wiedergewählt. Fortan arbeitete er wieder als Geschäftsmann. Paige starb 1901 in New York City. Er wurde auf dem Evergreen Cemetery in Painesville beigesetzt.
Paige war zwischen 1870 und 1877 mit Ellen Lewis King verheiratet. Sie starb 1877. Gemeinsam hatten beide zwei Söhne. 1884 heiratete Paige Eva Bell Leek. 